# 黒野駅
黒野駅（くろのえき）は、岐阜県揖斐郡大野町大字黒野にあった名古屋鉄道揖斐線と谷汲線の駅である。ほのぼのとした風情のある駅として第1回の中部の駅百選に選定された。
2005年（平成17年）4月1日をもって廃駅となり、跡地は2013年（平成25年）4月12日より「黒野駅レールパーク」として整備されている。

## 歴史
当駅は北方方面から来た路線が谷汲方面と揖斐方面に分岐する駅であった。このうち北方から当駅までの区間と、当駅から谷汲までの区間は1926年（大正15年）に同時に開通し、前者は美濃電気軌道、後者は谷汲鉄道の路線として建設された。2社は別会社であるものの、谷汲鉄道は谷汲方面へ向かう鉄道を建設するために美濃電気軌道が地域の有力者とともに設立した会社であり、谷汲鉄道の路線は当初より美濃電気軌道から受電して営業していた。開業後まもなく美濃電気軌道は谷汲鉄道との相互直通運転が認められている。一方、残った当駅から揖斐までの区間は2年後の1928年（昭和3年）に美濃電気軌道の手により開業し、当駅は分岐駅となった。

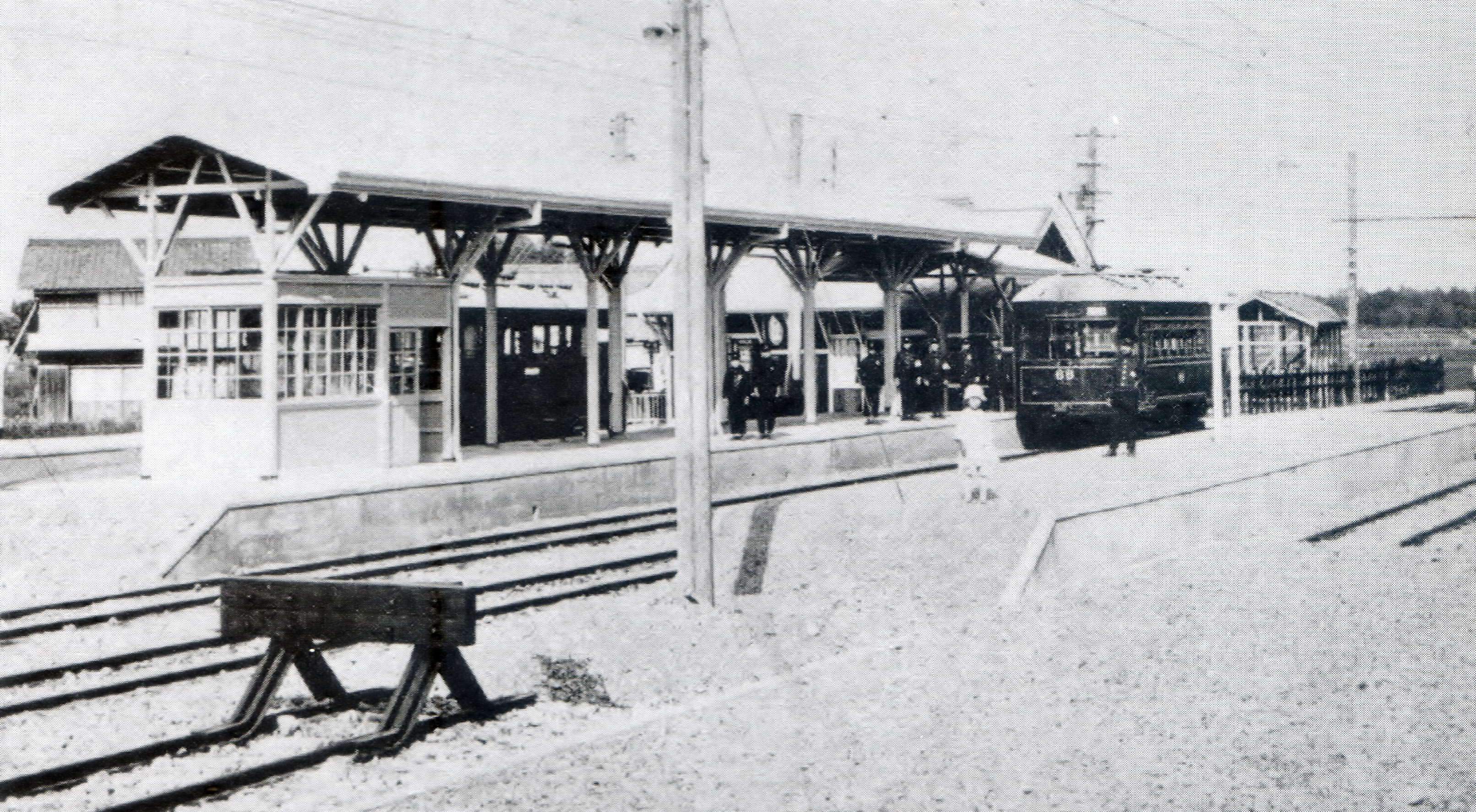
昭和初期の黒野駅

なお、谷汲鉄道は当駅と養老鉄道広神戸駅とを結ぶ鉄道敷設免許を保有しており、同鉄道を経由して大垣駅で省線と接続する計画であったが、揖斐川の架橋問題や関東大震災による景気の悪化、美濃電への配慮などにより未成に終わっている。
その後美濃電気軌道と谷汲鉄道は相次いで名古屋鉄道に吸収され、同社の揖斐線と谷汲線となった。しかし21世紀に入ってすぐ、2001年（平成13年）には谷汲線と揖斐線の当駅から揖斐方面が廃止され、当駅は北方方面から来た路線の終着駅となる。またその残った区間も2005年（平成17年）に廃止され、当駅も廃駅となった。駅の跡地は町の観光拠点として整備が進められ、2013年（平成25年）には「黒野駅レールパーク」が完成した。
- 1926年（大正15年）
  - 4月6日 - 美濃電気軌道北方線の北方町駅（のちの美濃北方駅） - 当駅間、および谷汲鉄道の当駅 - 谷汲駅間開業と同時に開設[3][5]。
  - 7月29日 - 美濃電気軌道と谷汲鉄道の相互直通運転が認可される[3]。
- 1927年（昭和2年）5月31日 - 谷汲鉄道本社を黒野駅舎二階に移転[6]（その後、登記上の本社所在地は1936年11月に名古屋市内に変更される[7]）。
- 1928年（昭和3年）12月20日 - 美濃電気軌道北方線の当駅 - 本揖斐駅間が延伸開業[3][8]。
- 1930年（昭和5年）8月20日 - 美濃電気軌道が名古屋鉄道（初代。同年中に名岐鉄道に改称し、1935年より名古屋鉄道に再改称）に合併。同社の揖斐線となる[3]。
- 1944年（昭和19年）3月1日 - 谷汲鉄道が名古屋鉄道に合併。 同社の谷汲線となる[3]。
- 1999年（平成11年）10月14日 - 中部の駅百選に選ばれる[9]。
- 2001年（平成13年）10月1日 - 谷汲線全線および揖斐線の当駅 - 本揖斐駅間廃止[10]。終着駅となる。
- 2005年（平成17年）4月1日 - 揖斐線の忠節駅 - 当駅間が廃止され、廃駅[10]。
- 2013年（平成25年）4月12日 - 「黒野駅レールパーク」として整備[11]。

## 駅構造
単式ホーム・島式ホーム各1面の2面3線。駅舎とホームの行き来には、構内の踏切を経由する必要があった。1番線から3番線まであり、駅舎側から3・2番線（島式ホーム）、1番線（単式ホーム）の順になっていた。谷汲線が廃止される前は1番線から本揖斐方面、3番線の谷汲寄りから谷汲方面、忠節寄りから忠節方面が発車し、2番線は忠節方面から来た列車の降車用に使われていた。谷汲線が廃止されてからは2番線のみが旅客の乗降に使用された。
構内には車両基地（黒野検車区）があった。駅舎と島式ホームの間に車庫が併設され、検車区は揖斐線運行の要や夜間滞泊場所として機能していた。
駅舎の改札外に待合室が、改札内に男女共用の水洗式便所があった。谷汲鉄道時代にはこの駅舎の2階に同社の本社が入居していた。
のりば（2001年9月まで）
| 1 | 揖斐線 | 本揖斐ゆき                               |
| 2 | 揖斐線 | 忠節・岐阜市内線新岐阜駅前・岐阜駅前方面 |
| 3 | 谷汲線 | 谷汲ゆき                                 |

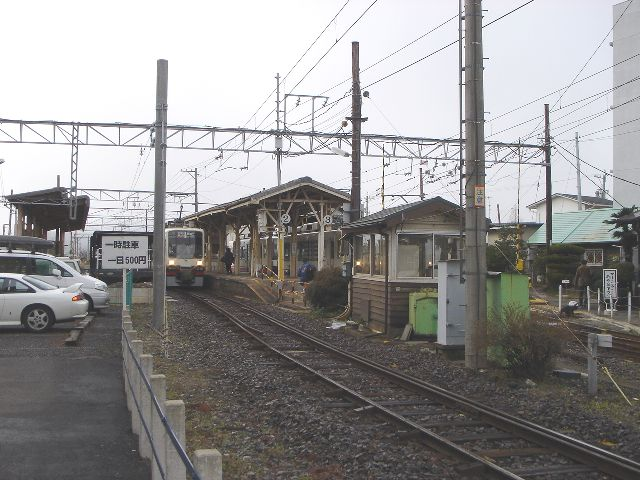
廃止直前の黒野駅。既に1番線は忠節方面のレールが一部剥がされ発着できなくなっている。
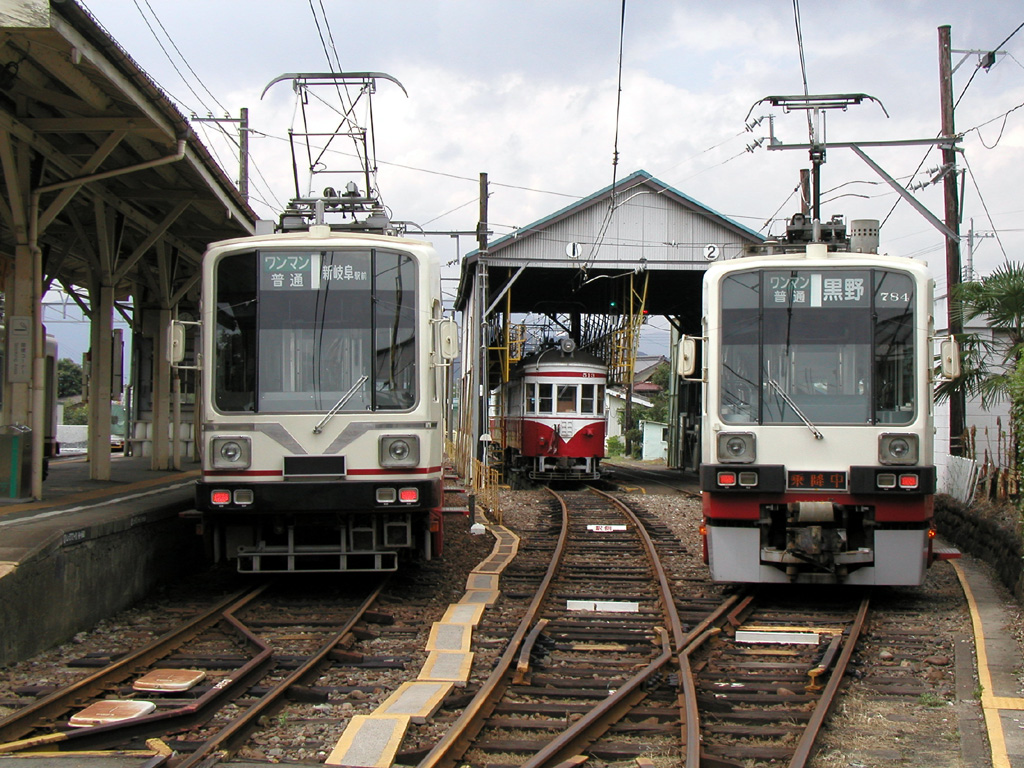
黒野駅に集う揖斐線用車両（2002年8月）

### 配線図
|              | ↑ 谷汲方面                     |                                    |
| ← 本揖斐方面 | 名古屋鉄道 黒野駅 構内配線略図 | → 忠節・ 新岐阜駅前・ 岐阜駅前方面 |
| 凡例 出典:   |                                |                                    |

## 利用状況
- 『名古屋鉄道百年史』によると1992年度当時の1日平均乗降人員は1,217人であり、この値は岐阜市内線均一運賃区間内各駅（岐阜市内線・田神線・美濃町線徹明町駅 - 琴塚駅間）を除く名鉄全駅（342駅）中208位、 揖斐線・谷汲線（24駅）中3位であった[1]。

## 駅周辺
- 八幡神社
- 大野郵便局

## 黒野駅レールパーク
廃駅となった後も揖斐線の駅は線路も含めて廃止時の姿で残っていたが、当駅は2013年4月12日に「黒野駅レールパーク」として整備された。構内は島式ホームである2、3番線を残し整地され、線路も2番線のみが保存された。また、駅舎も「黒野駅ミュージアム」として改装された。揖斐線の備品などが展示されているほか、かつて駅務室だった出札口や2階部分にも入ることができるようになった。
運営は特定非営利活動法人くろのによって行われている。開業（2014年度）から2016年夏まで、ミュージアム1階ではパン屋が営業していたが、2017年5月までに営業終了し、休憩スペースのみとなった。その後、2017年11月15日より喫茶店が営業している。また、谷汲鉄道の備品についても2016年までにプラレール遊び場に置き換わっている。また、2階について開業当初は写真パネル展示のみであったが、2015年8月以降はジオラマスペースになり土日休日のみの開放となっているが、2017年度は申込みのない一般公開については年度途中から2018年3月30日まで閉館となっている。（主に2014年当時は写真参照）
2015年3月12日-2016年2月27日の期間には、美濃駅からモ510形512号を貸出設置された。これに伴い、モ512号の紹介も写真の通りにされている。

### 風景

#### 2014年10月撮影分

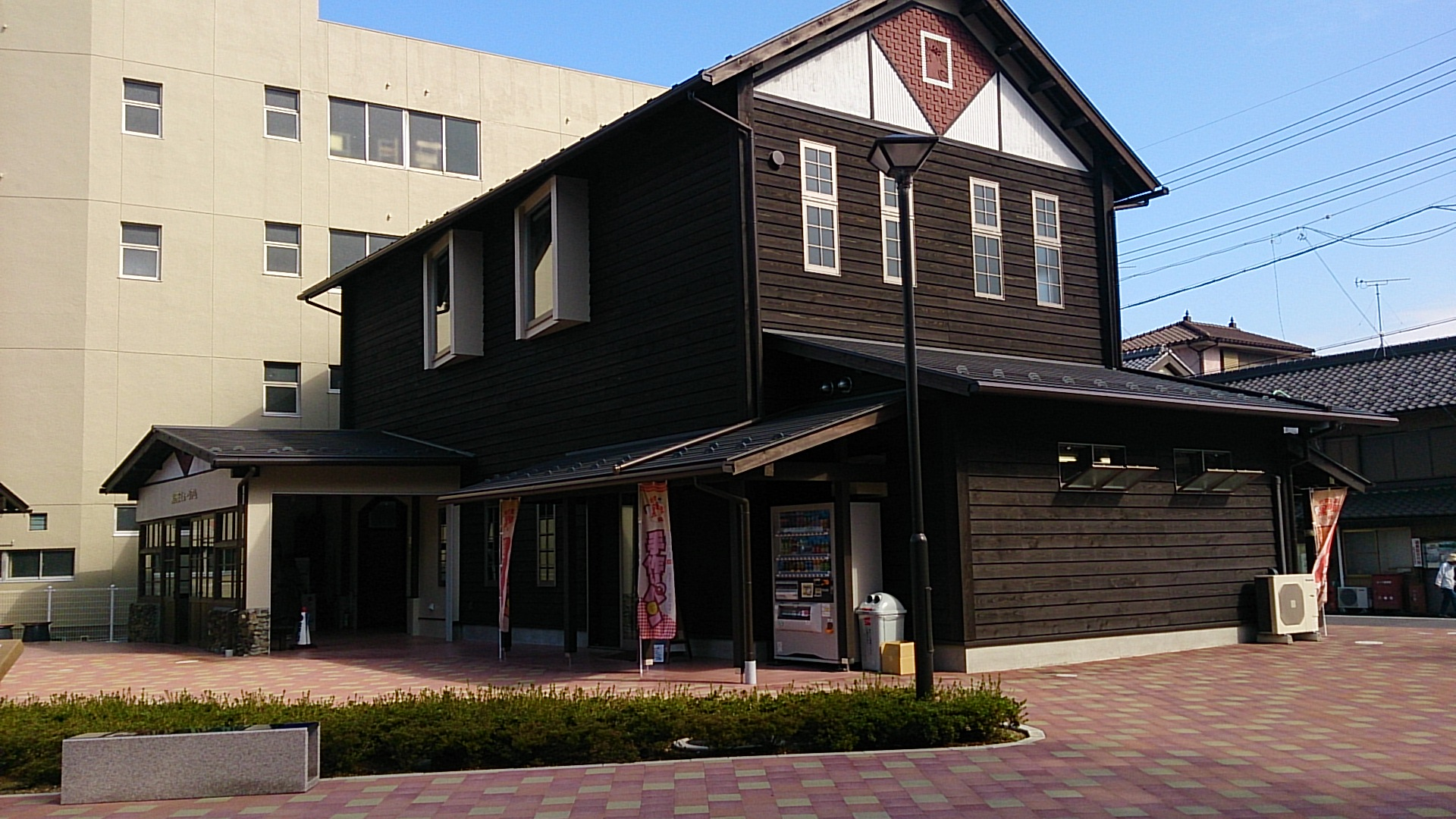
黒野駅ミュージアム
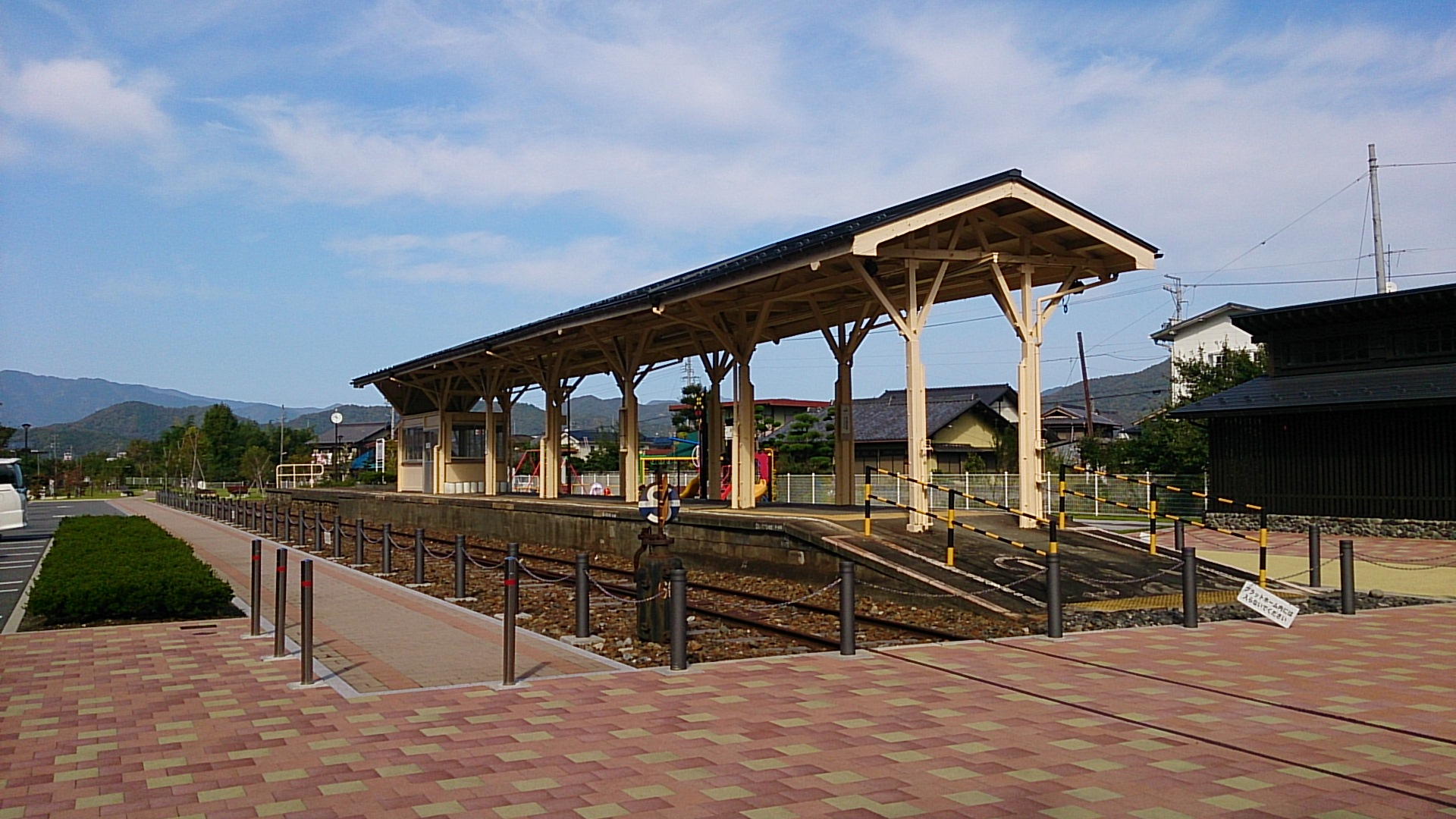
黒野駅レールパーク
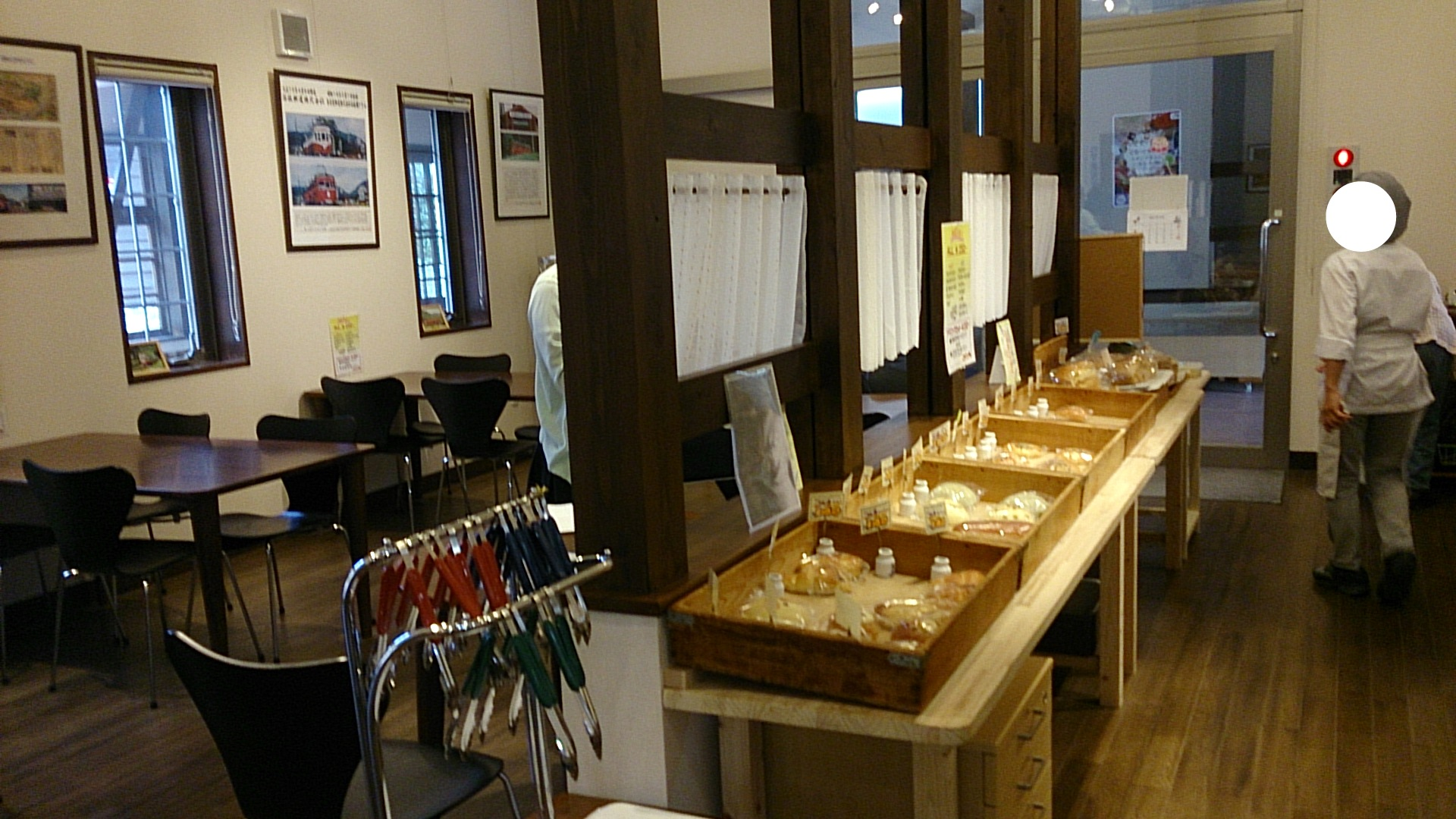
黒野駅ミュージアム内休憩所
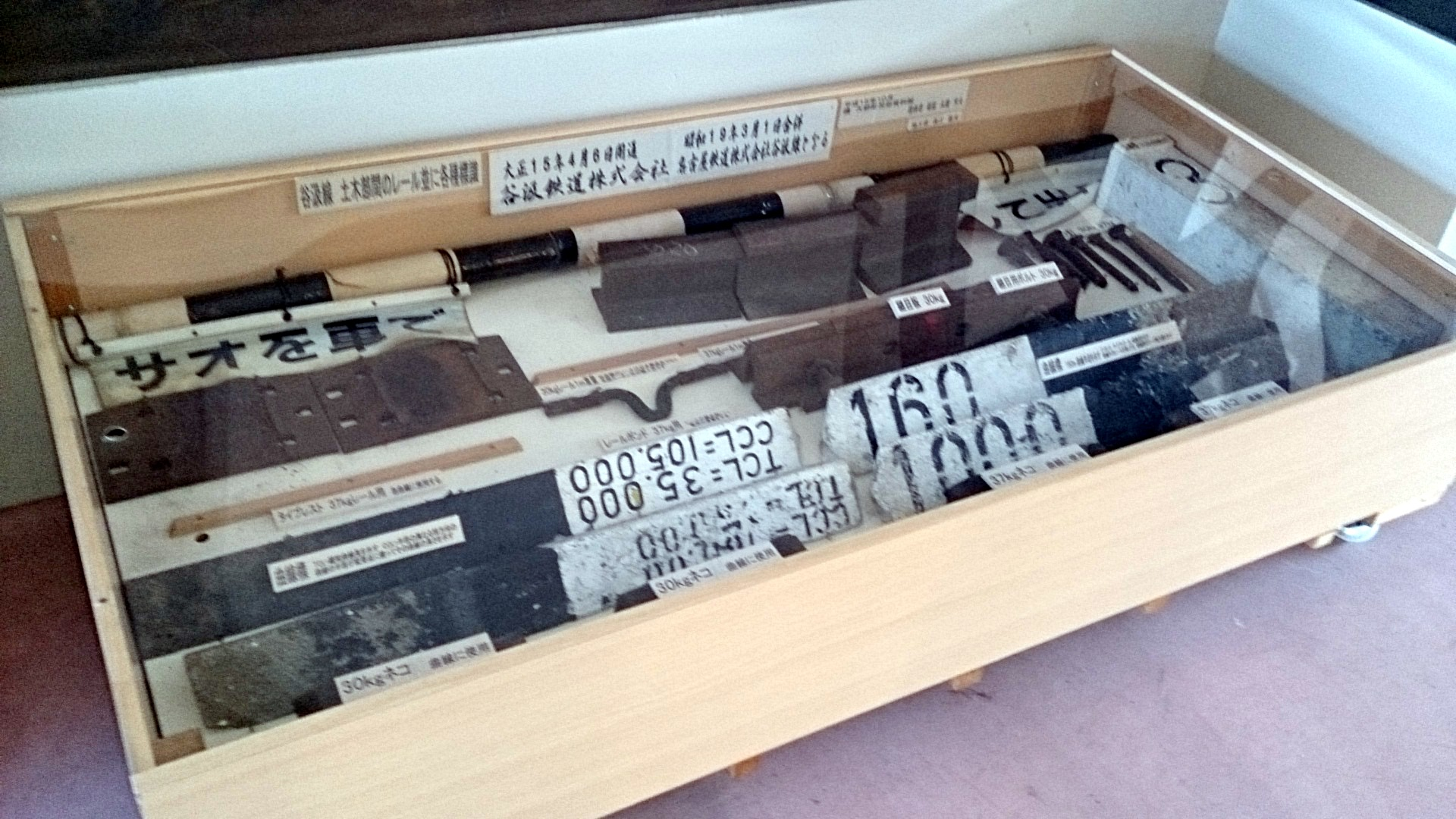
谷汲鉄道備品
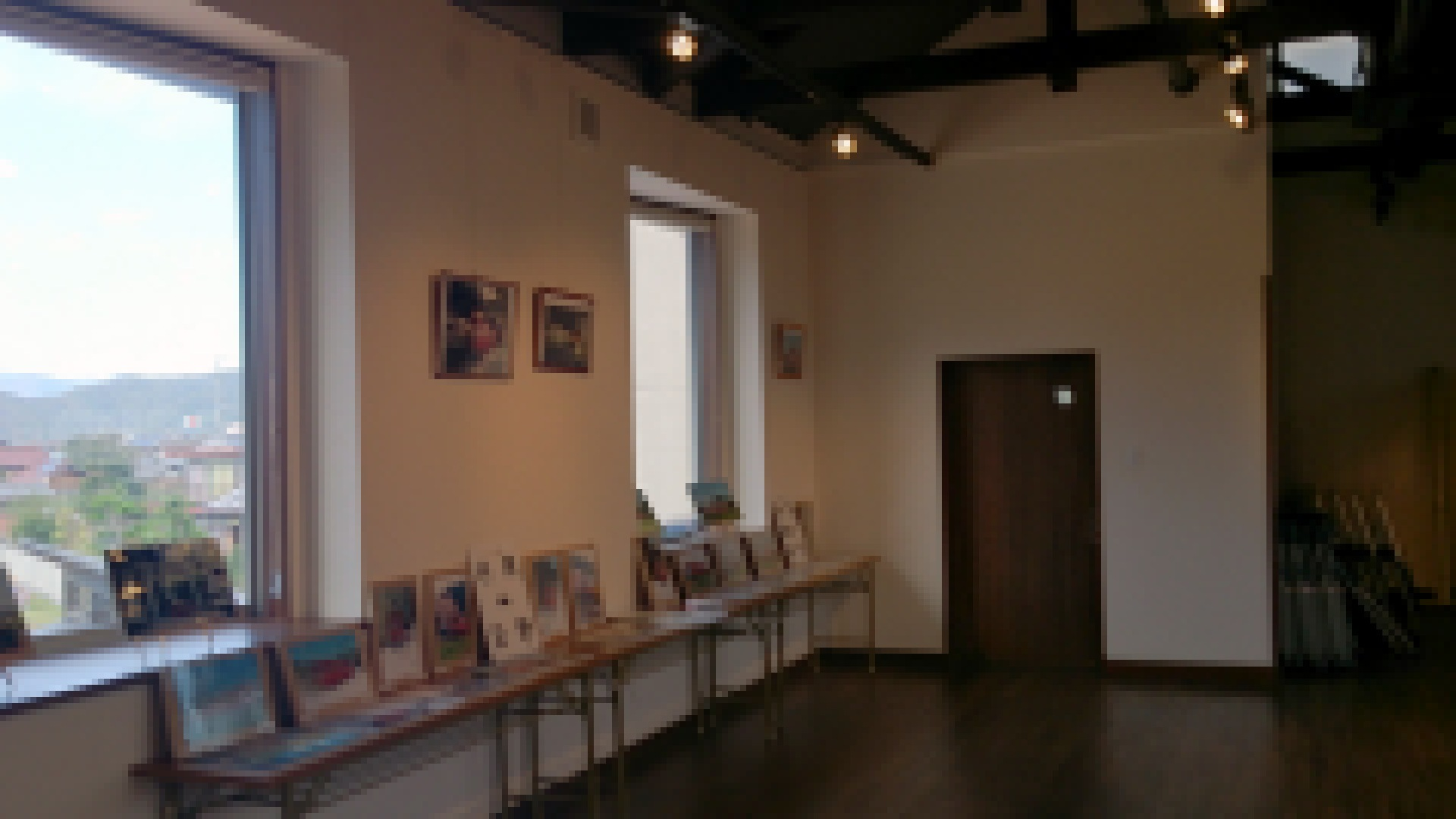
ミュージアム2階

#### 2017年5月撮影分

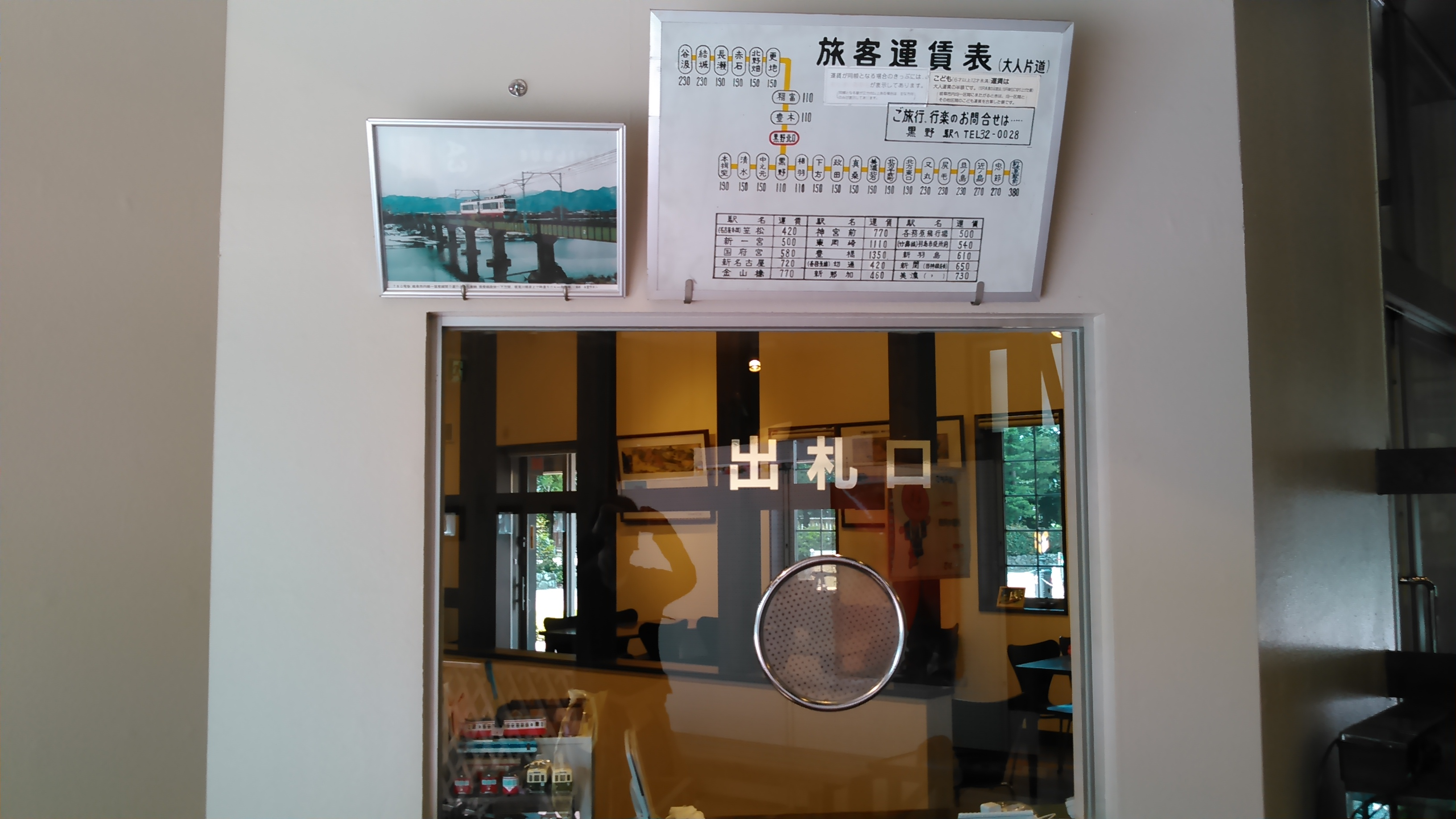
黒野駅ミュージアム窓口
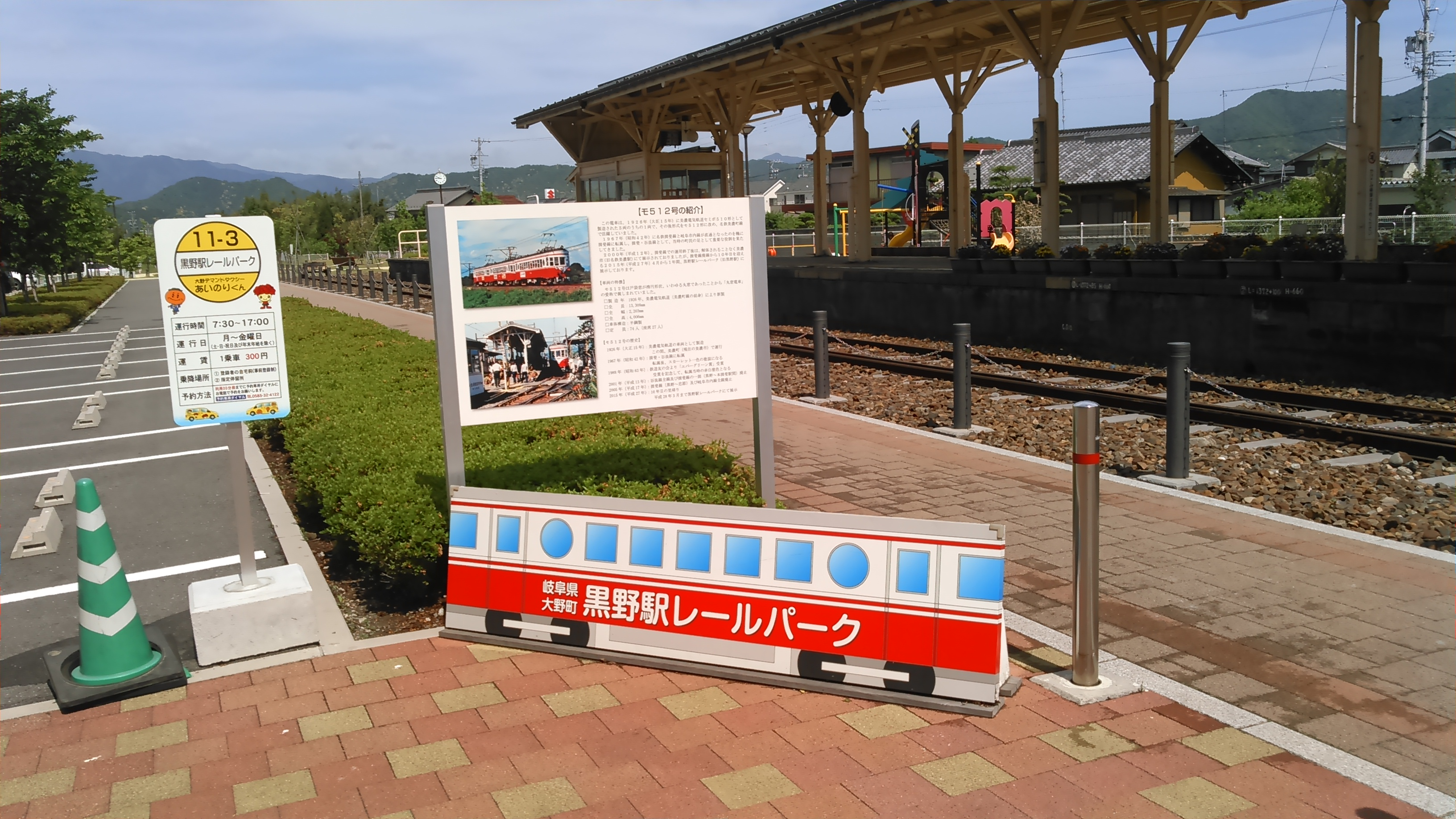
モ512号の紹介

## 代替交通手段
- 岐阜バス：黒野八幡町バス停[21]（黒野駅ミュージアムより北150メートル先、黒野八幡町交差点付近[22]）
- 大野デマンドタクシー[23][25]：黒野駅レールパーク（敷地内駐車場）

## 隣の駅
名古屋鉄道
揖斐線
■急行
相羽駅 - 黒野駅
■普通
相羽駅 - 黒野駅 - 中之元駅
谷汲線
黒野駅 - 黒野北口駅
- 1969年（昭和44年）までは揖斐線の中之元駅との間に麻生駅が、谷汲線の黒野北口駅との間に黒野西口駅が存在した。